# Vidni kut
Vidni kut je kut što ga zatvaraju svjetlosne zrake koje u oko dopiru s dviju rubnih točaka promatranoga predmeta. Na primjer krug promjera 10 milimetara na udaljenosti 1 metar vidi se pod istim (0,57°) vidnim kutom kao krug promjera 20 milimetara na udaljenosti 2 metra. Promjena vidnoga kuta može se postići korištenjem povećala, mikroskopa, dalekozora i drugog. Tada slika predmeta zbog loma (refrakcija) ili odbijanja svjetlosti zauzima veće područje vidnoga polja te tako slika predmeta izgleda veća, odnosno predmet bliži.

## Vidni kut i povećanje optičkih instrumenata
Subjektivni osjećaj veličine nekog predmeta određuje se veličinom slike na mrežnici oka. Veličina slike je određena vidnim kutom, to jest kutom što ga čine krajnje zrake koje dolaze s tog predmeta u naše oko. Što je vidni kut veći, to je slika u oku veća. Zato se vidni kut zove također prividna veličina predmeta. 
Vidni kut možemo povećati tako da predmet približimo oku. Ako je predmet vrlo dalek ili vrlo sitan, onda je vidni kut pod kojim ga gledamo premalen, pa predmet slabo vidimo. Približimo li predmet suviše oku, slika neće biti oštra, jer se očna leća ne može više ispupčiti, to jest prilagoditi toj blizini. Zato se za povećanje slike, odnosno povećanje vidnog kuta, služimo optičkim instrumentima. Za povećanje vidnog kuta bližih sitnih predmeta služi povećalo (lupa) i mikroskop, a za povećanje dalekih predmeta dalekozor. Povećanje vidnog kuta koje vrši optički instrument jednako je omjeru prividne veličine predmeta što ga gledamo kroz instrument i prividne veličine tog predmeta kad ga gledamo bez instrumenta.
Uvećanje leće ili povećanje leće m je količnik udaljenosti slike a i predmeta b:
{\displaystyle m=-{\frac {a}{b}}}
minusom se naglašava suprotna orijentacija slike i predmeta (obrnuta slika). Iz gornjeg izraza razabiremo da povećanje ovisi o udaljenosti predmeta od leće. Što je udaljenost predmeta od leće manja, veće je povećanje slike. Međutim, povećanje ovisi također i o žarišnoj daljini. Što je žarišna daljina veća, veća je udaljenost slike, a time je i veće povećanje. Prema tome, leće veće žarišne daljine daju i veće realne slike.

## Vidno polje
Vidno polje je dio prostora koji jedno oko zamjećuje dok je pogled usmjeren u jednu točku. Kut između odabrane i rubne (periferne) točke iznosi prema nosu i prema gore do 60°, prema dolje 70°, a postrance 100°. Cjelokupno vidno polje obaju očiju ovisi o njihovu anatomskom položaju u glavi i o fizičkom stanju. Vidno polje se smanjuje kod umora (normalno smanjenje) kao i kod oštećenja vidnoga živca, tumora i drugog (abnormalno smanjenje). 

### Vidno polje u astronomiji
Vidno polje, u astronomiji, je dio neba ili nebeske sfere koji se zapaža teleskopom. Ovisi o konstrukciji teleskopa. Što je teleskop veći, obično je vidno polje manje, najčešće manje od 1°, na primjer vidno je polje Hubbleova svemirskoga teleskopa 10". Neki su teleskopi oblikovani tako da imaju veliko vidno polje, na primjer vidno je polje Schmidtova teleskopa 30°.